# Konvalescenten
Konvalescenten (finska: Toipilas) är en oljemålning av den finlandssvenska konstnären Helene Schjerfbeck från 1888. Den är utställd på Ateneum i Helsingfors. 
Schjerfbeck umgicks i konstnärskretsar i St Ives i Cornwall i slutet av 1880-talet och det var där denna målning tillkom. Samma år ställdes den ut på Salongen i Paris med titeln Première verdure, den första grönskan. Målningen fick goda recensioner i Paris och blev inköpt av Finska Konstföreningen och sedermera en del av Ateneums samlingar.
Schjerfbeck återkom nio gånger till samma motiv, som allt mer förenklades och till slut enbart bestod av det väsentligaste: barnets ansikte och handen som håller i kvisten.
Sjuka barn var ett vanligt motiv i den tidens konst, till exempel Edvard Munchs Det sjuka barnet (1886) och Jenny Nyströms Konvalescenten (1884), men Schjerfbecks verk talar lika mycket om hur livskraften återvänder. Penselföringen är livfull och Schjerfbecks sätt att gestalta ljuset närmar sig impressionismen.

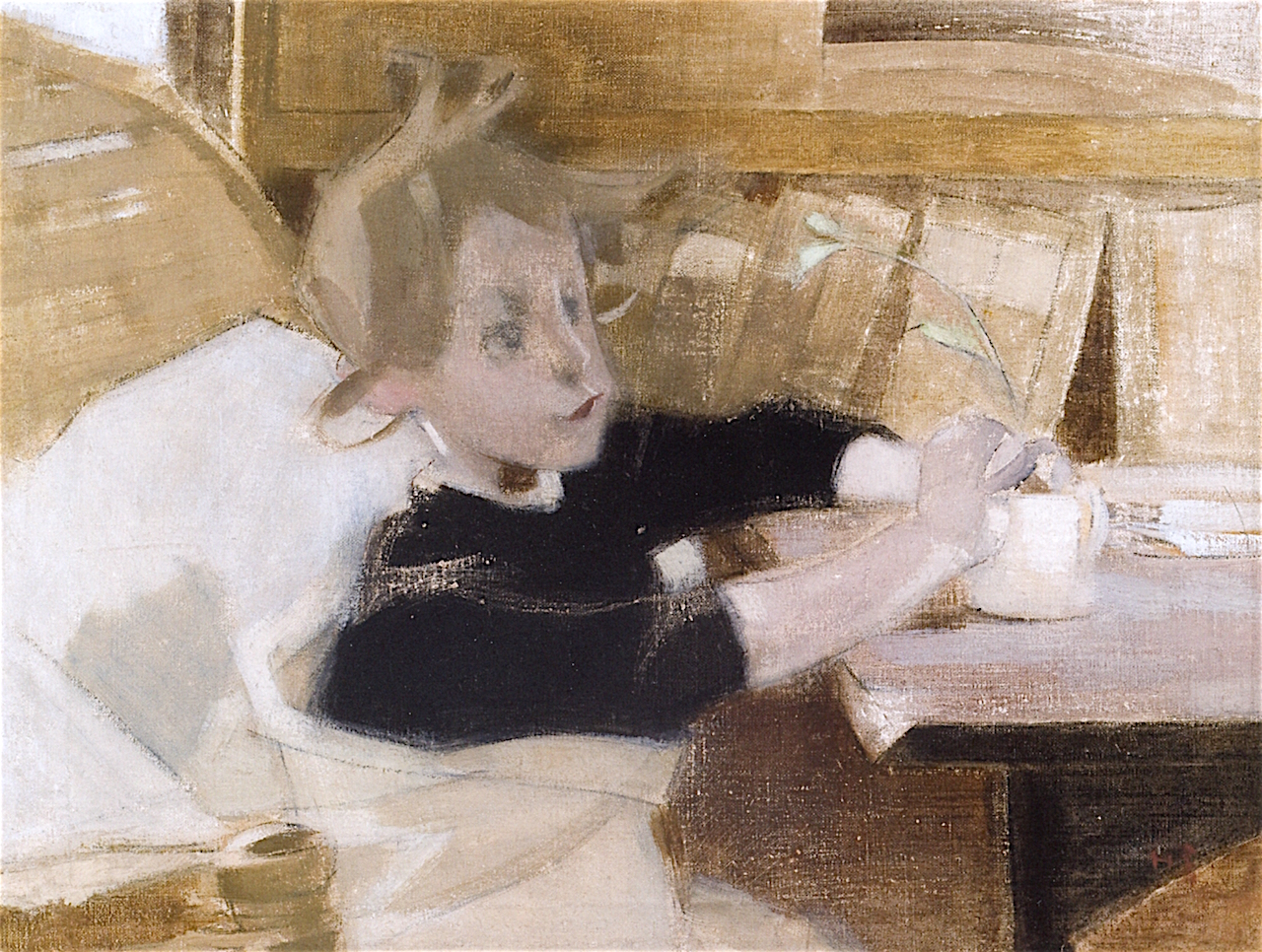
Konvalescenten II (1927)